# Aliancka interwencja w rosyjskiej wojnie domowej
Aliancka interwencja w rosyjskiej wojnie domowej – serii wielonarodowych ekspedycji wojskowych na terytorium byłego Imperium Rosyjskiego, które rozpoczęły się w 1918 roku. Początkowym impulsem do podjęcia interwencji była potrzeba zabezpieczenia zapasów i materiałów wojennych rozpadającej się armii carskiej przed wpadnięciem w ręce wojsk niemieckich, zwłaszcza po podpisaniu przez bolszewików traktatu brzeskiego kończącego walki na froncie wschodnim I wojny światowej, a także ratowanie oddziałów alianckich, które utknęły w Rosji po rewolucji październikowej w 1917 roku. Po zawieszeniu broni z 11 listopada 1918 roku plan aliantów zmienił się na wsparcie Białych w rosyjskiej wojnie domowej. Po zwycięstwie bolszewików wojska ententy wycofały się z Rosji do 1925 roku.
Wojska alianckie operowały w Archangielsku (interwencja w północnej Rosji w latach 1918–1919) i we Władywostoku (w ramach interwencji syberyjskiej w latach 1918–1922). Brytyjczycy interweniowali również w basenie Morza Bałtyckiego (1918–1919) oraz na Kaukazie (1917–1919). Natomiast dowodzone przez Francję siły alianckie prowadziły interwencję w południowej Rosji (1918–1919).
Wysiłki aliantów były utrudnione przez rozbieżne cele i zmęczenie ich żołnierzy po I wojnie światowej. Czynniki te, wraz z ewakuacją Legionu Czechosłowackiego we wrześniu 1920 roku, skłoniły mocarstwa zachodnie do zakończenia interwencji w północnej Rosji i na Syberii w 1920 roku, chociaż japońskie działania na rosyjskim Dalekim Wschodzie trwały do 1922 roku, a Cesarstwo Japońskie okupowało północną część Sachalinu do 1925 roku.

## Tło

### Rewolucja rosyjska
Na początku 1917 roku Imperium Rosyjskie znalazło się w krytycznym momencie konfliktów społecznych i politycznych – poparcie społeczne dla udziału Rosji w I wojnie światowej i cara Mikołaja II zaczęło słabnąć, stawiając kraj na krawędzi rewolucji. Rewolucja lutowa z lutego – marca 1917 roku wpłynęła na przebieg wojny; pod silną presją polityczną car abdykował 3 marca?/16 marca 1917 i utworzono Rząd Tymczasowy Rosji, kierowany początkowo przez Gieorgija Lwowa (od marca do lipca 1917 roku), a następnie przez Aleksandra Kiereńskiego (od lipca do listopada 1917 roku). Rząd Tymczasowy zobowiązał się przed aliantami do kontynuowania walki z Niemcami na froncie wschodnim.
Siły alianckie dostarczały zaopatrzenie do Rosji od początku wojny w 1914 roku przez porty w Archangielsku, Murmańsku (od 1915 roku) i Władywostoku. W kwietniu 1917 roku Stany Zjednoczone przystąpiły do wojny po stronie aliantów. Prezydent USA Woodrow Wilson porzucił swoje zastrzeżenia co do przystąpienia do wojny wraz z despotycznym carem jako sojusznikiem, a Stany Zjednoczone zaczęły udzielać wsparcia ekonomicznego i technicznego rządowi Kiereńskiego.
Wojna stawała się coraz bardziej niepopularna wśród rosyjskiej ludności. Narastały niepokoje społeczne i niestabilność polityczna, a marksistowska, antywojenna partia bolszewicka pod przywództwem Włodzimierza Lenina rosła w siłę. Wielu szeregowych żołnierzy zbuntowało się lub zdezerterowało z armii rosyjskiej. Ofensywa Kiereńskiego rozpoczęta się 18 czerwca?/1 lipca 1917 zakończyła się niepowodzeniem, a niemieckie i austro-węgierskie kontrataki pokonał siły rosyjskie. Doprowadziło to do załamania się frontu wschodniego. Zdemoralizowana armia rosyjska stanęła na krawędzi buntu, a większość żołnierzy opuściła swoje stanowiska. 19 lipca 1917 roku Kiereński zastąpił Aleksieja Brusiłowa na stanowisku Naczelnego Dowódcy Armii Ławrem Korniłowem.
Korniłow próbował wprowadzić dyktaturę wojskową, 14 września?/27 września 1917 przeprowadzając zamach stanu. Uzyskał poparcie brytyjskiego attaché wojskowego w Piotrogrodzie, gen. mjr. Alfreda Knoxa, którego Kiereński oskarżył o uprawianie „propagandy prokorniłowowskiej”. Kiereński twierdził również, że lord Milner, członek brytyjskiego gabinetu wojennego, napisał do niego list wyrażający poparcie dla Korniłowa. W nieudanym zamachu stanu uczestniczył brytyjski szwadron samochodów pancernych dowodzony przez Olivera Locker-Lampsona, przebrany w rosyjskie mundury  .
Rewolucja październikowa z 25 października?/7 listopada 1917 doprowadziła do obalenia Rządu Tymczasowego i przejęcia władzy przez bolszewików. Według Williama Henry’ego Chamberlina, „kilka tygodni po rewolucji bolszewickiej, 23 grudnia 1917 roku, w Paryżu zawarto angielsko-francuską konwencję regulującą przyszłe działania wojsk brytyjskich i francuskich na terytorium Rosji. Konwencja ta zdefiniowała jako brytyjską „strefę wpływów” regiony kozackie, obszar Kaukazu, Armenii, Gruzji i Kurdystanu, podczas gdy strefa francuska miała obejmować Besarabię, Ukrainę i Krym. Konwencja ta miała pewne podłoże ekonomiczne; brytyjskie inwestycje dominowały w kaukaskich złożach ropy naftowej, podczas gdy Francuzi byli bardziej zainteresowani kopalniami węgla i rudy żelaza na Ukrainie”.

### Rosja wycofuje się z wojny
Na początku 1918 roku wojska państw centralnych przekroczyły opustoszałą po rewolucji linię frontu wschodniego, zajmując rozległe obszary dawnego Imperium Rosyjskiego i grożąc zdobyciem Moskwy oraz utworzeniem na zajętych ziemiach podległych sobie separatystycznych rządów narodowych (patrz: Mitteleuropa). Lenin chciał negocjować z Niemcami, ale nie uzyskał zgody swojego rządu aż do końca lutego. W desperackiej próbie utrzymania się przy władzy, zgodnie z własną deklaracją „Pokój, Chleb, Ziemia” bolszewicy w imieniu Rosyjskiej FSRR 3 marca 1918 roku podpisali traktat brzeski, kończący wojnę na froncie wschodnim. Państwa ententy poczuły się zdradzone i zwróciły się przeciwko reżimowi bolszewików, wspierając jego „białych” wrogów i przerzucając swoje wojska, aby uniemożliwić dotarcie rosyjskich dostaw do Niemiec. Według historyka Spencera Tuckera, alianci uważali, że bolszewicy nie będą w stanie stworzyć na tyle stabilnego systemu władzy, aby przeciwstawić się niemieckiej dominacji. „Po Brześciu Litewskim widmo niemieckiej dominacji w Europie Wschodniej groziło urzeczywistnieniem, a alianci zaczęli poważnie rozważać interwencję militarną”.
Pewność zdrady usunęła wszelkie obawy państw sprzymierzonych dotyczące obalenia bolszewików. Według Williama Henry’ego Chamberlina, jeszcze przed traktatem brzeskim „Downing Street rozważało objęcie protektoratu nad Kaukazem, a Quai d’Orsay nad Krymem, Besarabią i Ukrainą” oraz rozpoczęło negocjacje w sprawie finansowania Białych generałów, aby pomóc im w przejęciu władzy. R. H. Bruce Lockhart wraz z innym brytyjskim agentem i francuskim urzędnikiem w Moskwie próbowali zorganizować zamach stanu, który obaliłby reżim bolszewicki. Mieli jednak kontakt z podwójnymi agentami, przez co zostali zdemaskowani i aresztowani . Francuskie i brytyjskie wsparcie dla Białych było również motywowane chęcią ochrony aktywów, które mocarstwa zachodnie zdobyły dzięki inwestycjom w carskiej Rosji.

### Legion Czechosłowacki

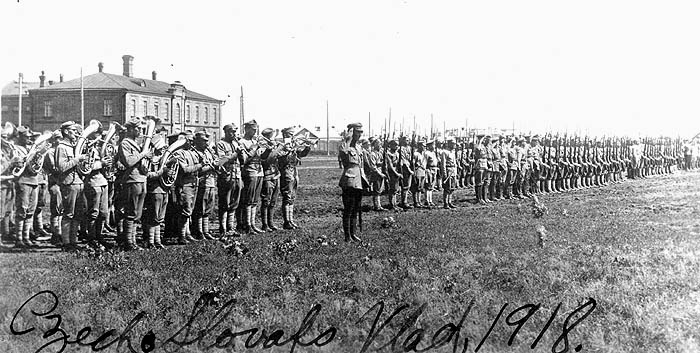
Wojska czechosłowackie we Władywostoku, 1918

Legion Czechosłowacki okresowo kontrolował większość Kolei Transsyberyjskiej i wszystkie większe miasta Syberii. Rekrutował się z austro-węgierskich jeńców wojennych narodowości czeskiej i słowackiej; część jego żołnierzy sama zdezerterowała do armii rosyjskiej. Czechosłowacy od dawna pragnęli utworzyć własne, niepodległe państwo, a Rosjanie pomogli w utworzeniu specjalnych jednostek czechosłowackich do walki z państwami centralnymi.
Podpisanie traktatu brzeskiego zapewniało repatriację jeńców wojennych. W 1917 roku bolszewicy oświadczyli, że jeśli Legiony Czechosłowackie zachowają neutralność i zgodzą się opuścić Rosję, otrzymają bezpieczną przeprawę przez Syberię i będą mogły przez Władywostok udać się do Francji, aby walczyć u boku sił alianckich na froncie zachodnim. Legiony Czechosłowackie przemieszczały się do Władywostoku Koleją Transsyberyjską. Jednak w maju 1918 roku wybuchły walki między Czechosłowakami a bolszewikami.

### Obawy aliantów

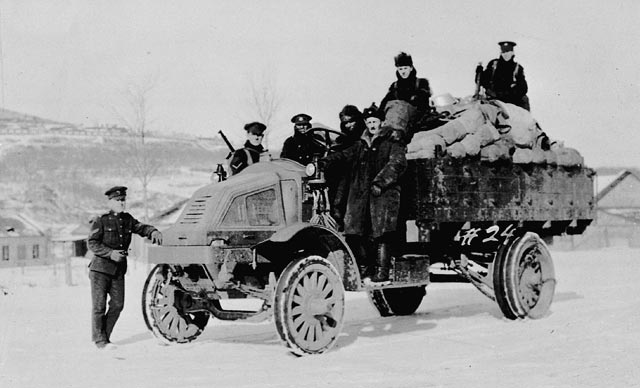
Kanadyjskie Syberyjskie Siły Ekspedycyjne, 1919

Sprzymierzeni zaczęli niepokoić się załamaniem się frontu wschodniego i utratą carskiego sojusznika. Pojawiła się również kwestia dużych ilości zaopatrzenia i sprzętu pozostawionego w rosyjskich portach, które – jak obawiali się alianci – mogły zostać zajęte przez Niemców. Niepokój ententy wzbudziło również lądowanie wojsk niemieckich w Finlandii w kwietniu 1918 roku jako element interwencji Niemiec w tamtejszą wojnę domową, co nasiliło spekulacje o możliwości próby zajęcia przez Niemców linii kolejowej Murmańsk – Piotrogród, a następnie strategicznego portu w Murmańsku, a być może i w Archangielsku. Inne obawy dotyczyły potencjalnego zniszczenia Legionów Czechosłowackich i zagrożenia bolszewizmem, którego rozprzestrzenienia bardzo obawiały się rządy zachodnie. Tymczasem transportowany sprzęt aliantów szybko gromadził się w magazynach w Archangielsku i Murmańsku. Estonia ogłosiła niepodległość i przy wsparciu brytyjskiej Królewskiej Marynarki Wojennej oraz fińskich ochotników broniła się przed atakiem czerwonej 7 Armii .
W obliczu tych wydarzeń rządy Wielkiej Brytanii i Francji zdecydowały się na interwencję wojskową w Rosji. Paradoksalnie, pierwsze brytyjskie lądowanie w Rosji nastąpiło na prośbę lokalnej rady sowieckiej. Obawiając się niemieckiego ataku na miasto, władze bolszewickie w Murmańsku zwróciły się do aliantów z prośbą o wysłanie wojsk w celu zapewnienia im ochrony. Wojska brytyjskie przybyły 4 marca 1918 roku, dzień po podpisaniu traktatu brzeskiego między Niemcami a rządem bolszewickim . Latem 1918 roku Lew Trocki, pierwszy dowódca Armii Czerwonej, z zadowoleniem powitał przybycie wojsk brytyjskich, amerykańskich i francuskich do Murmańska .

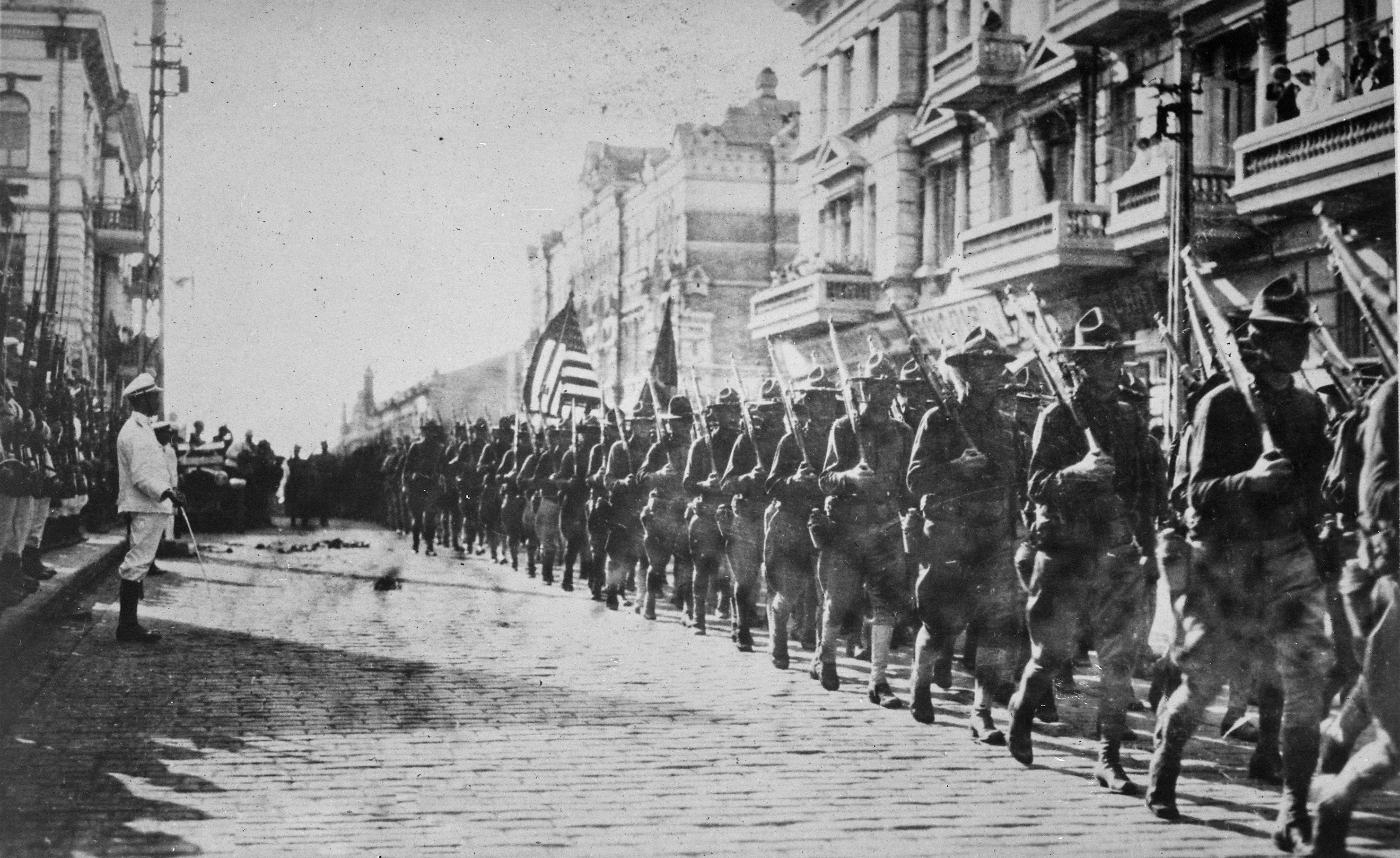
Amerykańskie wojska we Władywostoku, sierpień 1918

Z powodu znacznego niedoboru własnych wojsk, których zdecydowana większość walczyła na froncie zachodnim, Brytyjczycy i Francuzi zwrócili się do prezydenta Wilsona z prośbą o dostarczenie amerykańskich żołnierzy na kampanię w Rosji. W lipcu 1918 roku, wbrew radom Departamentu Wojny Stanów Zjednoczonych, Wilson zgodził się na ograniczony udział 5000 żołnierzy Armii Stanów Zjednoczonych w interwencji. Siły te, znane jako „Amerykańskie Siły Ekspedycyjne w Północnej Rosji (znane również jako Ekspedycja Polar Bear), zostały wysłane do Archangielska, a kolejne 8000 żołnierzy, zorganizowanych jako Amerykańskie Siły Ekspedycyjne na Syberii, zostało przetransportowanych do Władywostoku z Filipin i z Camp Fremont w Kalifornii.
W tym samym miesiącu rząd Kanady przychylił się do prośby rządu brytyjskiego o dowodzenie nad interwencją i zapewnienie większości żołnierzy dla połączonych sił Imperium brytyjskiego, w skład których wchodzili również wojska australijskie i indyjskie. Część tych sił stanowiły Kanadyjskie Syberyjskie Siły Ekspedycyjne, a pozostałą Kanadyjskie Siły Interwencyjne w Północnej Rosji. Na Bałtyk została wysłana eskadra Królewskiej Marynarki Wojennej pod dowództwem kadm. Edwyna Alexandra-Sinclaira. Siły te składały się z nowoczesnych krążowników klasy C oraz niszczycieli klasy V i W. W grudniu 1918 roku Sinclair wpłynął do portów estońskich i łotewskich, wysyłając wojsko i zaopatrzenie, obiecując atakować bolszewików „tak daleko, jak sięgają jego działa”. W styczniu 1919 roku jego następcą na stanowisku dowódcy został kadm. Walter Cowan.
Japończycy, zaniepokojeni swoją północną granicą, wysłali największe siły zbrojne ze wszystkich interwentów, liczące około 70 000 żołnierzy. Pragnęli utworzenia państwa buforowego na Syberii, a Sztab Generalny Cesarskiej Armii Japońskiej postrzegał sytuację w Rosji jako okazję do rozwiązania „problemu północnego” Japonii. Rząd japoński był również silnie wrogo nastawiony do komunizmu.
Włosi utworzyli specjalny „Corpo di Spedizione” z oddziałami Alpini wysłanymi prosto z Włoch oraz byłymi jeńcami wojennymi pochodzenia włoskiego z armii austro-węgierskiej, którzy zostali zwerbowani do włoskiej Legii Redenta. Początkowo stacjonowali oni we włoskiej koncesji w Tiencinie i liczyli około 2500 osób.
Chociaż sowiecka propaganda często przedstawiała interwencję aliantów jako sojusz burżuazyjno-imperialistyczny mający na celu stłumienie rodzącej się, światowej rewolucji komunistycznej w zarodku, w rzeczywistości alianci nie byli szczególnie zainteresowani działaniami w Rosji. Choć niektórzy znani politycy otwarcie poparli interwencję, jak Winston Churchill, stanowili oni zdecydowaną mniejszość. Głównym celem aliantów było pokonanie Cesarstwa Niemieckiego na froncie zachodnim. Chociaż odrzucenie przez bolszewików spłaty długu państwowego carskiej Rosji i nacjonalizacja przemysłu będącego własnością zagranicznych przedsiębiorstw rzeczywiście powodowały napięcia, głównym zmartwieniem aliantów było dążenie bolszewików do wyprowadzenia Rosji z I wojny światowej. Alianci nie lubili Białych, których postrzegali jako nic więcej niż niewielką grupkę konserwatywnych nacjonalistów, nie wykazującą żadnych oznak planowania reform. Ministrowie rządów zachodnich byli również pod wpływem lewicującej opinii publicznej, mobilizowanej przez związki zawodowe. Niskie straty poniesione przez aliantów w czasie interwencji świadczą o równie niskim poziomie ich zaangażowania bojowego. Bolszewicy potrafili jednak umiejętnie wykorzystać interwencję aliantów do celów propagandowych  .
Churchill, najgłośniej opowiadający się za interwencją, był zagorzałym antysocjalistą i uważał bolszewizm za najgorszą formę socjalizmu. W rezultacie próbował uzyskać poparcie aliantów dla interwencji, kierując się przesłankami ideologicznymi. Większość brytyjskiej prasy była ideologicznie wrogo nastawiona do reżimu bolszewickiego i popierała interwencję. Wiele gazet aktywnie zachęcało do interwencji aliantów podczas wojny.

## Siły interwentów w Rosji

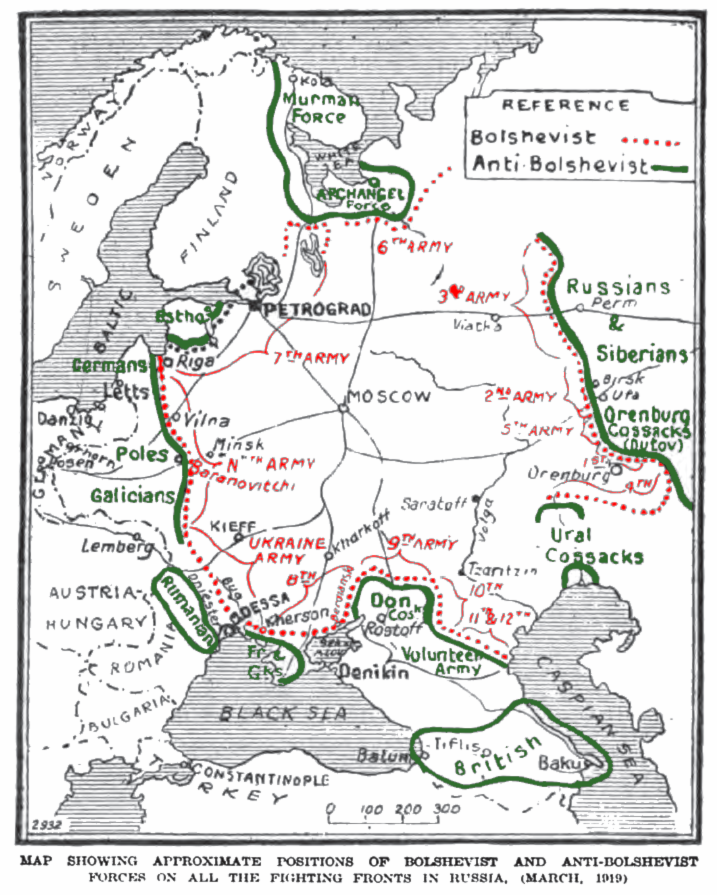
Pozycje alianckich sił ekspedycyjnych i Białych Armii w europejskiej części Rosji, 1919

Liczba żołnierzy obcych obecnych we wskazanych regionach Rosji:
- 1500 żołnierzy francuskich i brytyjskich wylądowało pierwotnie w Archangielsku[37];
- 14 378 żołnierzy brytyjskich w północnej Rosji[38];
- 1800 żołnierzy brytyjskich na Syberii[39];
- 50 000 żołnierzy rumuńskich należących do 6 Korpusu pod dowództwem gen. Ioana Istrate(inne języki) w Besarabii[40][41];
- 23 351 Greków, którzy wycofali się po trzech miesiącach (elementy I Korpusu Armijnego pod dowództwem gen. mjr. Konstantinosa Nidera(inne języki), składającego się z 2. i 13 Dywizji Piechoty, na Krymie oraz w okolicach Odessy i Chersonia)[42];
- 15 000 Francuzów brało udział również w interwencji w południowej Rosji;
- 40 000 żołnierzy brytyjskich w regionie Kaukazu do stycznia 1919[7];
- 13 000 Amerykanów (w obwodach archangielskim i władywostockim)[28][29];
- 11 500 Estończyków w północno-zachodniej Rosji[25] ;
- 2500 Włochów w obwodzie archangielskim i na Syberii[43] ;
- 1300 Włochów w obwodzie murmańskim[44]
- 150 Australijczyków (głównie w obwodzie archangielskim)[45] ;
- 950 żołnierzy brytyjskich w regionie Zakaspijskim[6];
- ponad 70 000 żołnierzy japońskich w regionie wschodnim;
- 4192 Kanadyjczyków na Syberii, 600 Kanadyjczyków w Archangielsku[46];
- 2300 żołnierzy chińskich we Władywostoku[47].

## Kampanie

### Północna Rosja
Pierwszym aktem brytyjskiego zaangażowania w rosyjską wojnę domową było lądowanie w Murmańsku na początku marca 1918 roku. 170 żołnierzy brytyjskich przybyło 4 marca 1918 roku, dzień po podpisaniu traktatu brzeskiego . 2 maja wojska brytyjskie wzięły udział w swoim pierwszym starciu zbrojnym. Grupa białych Finów zdobyła rosyjskie miasto Peczenga, a brytyjscy Royal Marines walczyli początkowo u boku Armii Czerwonej, zdobywając ten obszar do 10 maja. W kolejnych miesiącach siły brytyjskie w tym rejonie toczyły głównie drobne starcia i potyczki z białymi Finami . Jednak stosunki radziecko-alianckie stopniowo ewoluowały od nieufności do otwartej wrogości. Gdy siły bolszewickie zostały wysłane, aby przejąć kontrolę nad miastem wzdłuż linii kolejowej Murmańsk – Piotrogród, w serii potyczek wojska alianckie odparły atak. Była to pierwsza walka między oddziałami aliantów a siłami Czerwonych. Brytyjczycy napotkali również pociąg z bolszewikami w Kandalakszy zmierzający na północ, ale udało im się przekonać załogę do zatrzymania się, po czym przybyły posiłki serbskie i przejęły skład.

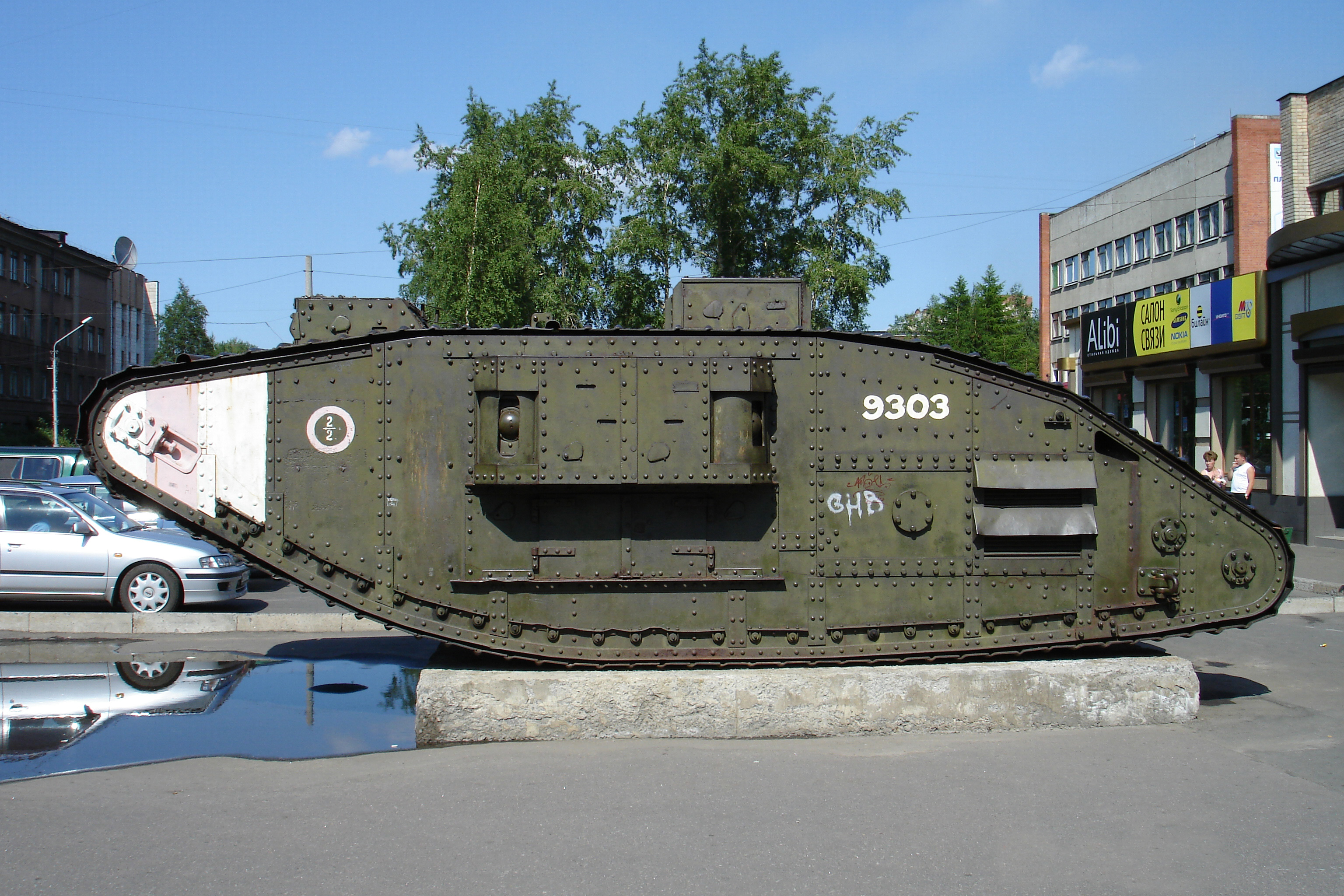
Zdobyczny brytyjski czołg Mark V na pomniku w Archangielsku

We wrześniu przybyło 1200 Włochów oraz niewielkie bataliony kanadyjskie i francuskie. Na początku jesieni siły brytyjskie na północy liczyły już 6000 żołnierzy. 2 sierpnia 1918 roku siły antybolszewickie, dowodzone przez carskiego kapitana Gieorgija Czaplina, dokonały zamachu stanu przeciwko władzy sowieckiej w Archangielsku. Gen. Frederick Cuthbert Poole koordynował działania z Chaplinem. Okręty wojenne aliantów wpłynęły do portu od strony Morza Białego . Początkowo napotkano pewien opór, ale wkrótce 1500 żołnierzy francuskich i brytyjskich zajęło miasto. Czaplin i ludowy rewolucjonista Nikołaj Czajkowski utworzyli Rząd Regionu Północnego.
Na froncie murmańskim brytyjski 6. batalion lekkiej piechoty Royal Marines otrzymał 28 sierpnia rozkaz zajęcia wsi Koikori w ramach szeroko zakrojonej ofensywy na Wschodnią Karelię. Atak na wieś był jednak prowadzony chaotycznie i w jego wyniku zginęło trzech żołnierzy piechoty morskiej, a 18 zostało rannych. Atak na Ussunę również został odparty. Następnego ranka, w obliczu perspektywy kolejnego ataku na wieś, jedna kompania piechoty morskiej odmówiła wykonania rozkazów i wycofała się do pobliskiej, zaprzyjaźnionej wioski. W rezultacie 93 żołnierzy skazano na śmierć za niesubordynację, a inni otrzymali wyroki ciężkich robót. W grudniu 1919 roku brytyjski rząd, pod naciskiem kilku posłów, uchylił wyrok śmierci i znacznie złagodził kary dla wszystkich skazanych żołnierzy.
4 września 1918 roku przybyły obiecane siły amerykańskie. Trzy bataliony piechoty, wspierane przez saperów i dowodzone przez płk. George’a Stewarta, wylądowały w Archangielsku. Siły te liczyły 4500 żołnierzy. Utworzono także Brytyjskie Siły Rzeczne, składające się z 11 monitorów (HMS „M33”, HMS „Fox” i innych), trałowców i rosyjskich kanonierek, które miały korzystać z żeglownych wód u zbiegu rzek Wagi i Północnej Dwiny. Około 30 bolszewickich kanonierek, stawiaczy min i uzbrojonych łodzi motorowych zadało straty siłom alianckim.
2/10 Pułk Royal Scots oczyścił trójkąt między Dwiną a Wagą i zdobył szereg wiosek oraz wziął wielu jeńców. Pod koniec września amerykańscy marines i Royal Scots dotarli do wsi Niżne-Toimski, która okazała się zbyt silnie umocnionym celem dla lekko uzbrojonych sił alianckich. 27 października siły alianckie wpadły w zasadzkę pod wsią Kulika niedaleko Topsy, tracąc co najmniej 27 zabitych i kilkudziesięciu rannych. Straty mogłyby być wyższe, gdyby nie oddział Polaków, tzw. Murmańczyków, którzy dzielnie osłaniali odwrót, podczas gdy pozostali wpadli w panikę. Zimą 1918 roku wojska alianckie były w większości nieaktywne, budując blokhauzy i ograniczając się do zadań patrolowych. 11 grudnia 1918 roku, gdy wojska Białych po raz pierwszy zostały wysłane na linię frontu podczas kampanii północnorosyjskiej, doszło do buntu. Przywódców rebelii gen. Edmund Ironside rozkazał rozstrzelać.
W ciągu czterech miesięcy zdobycze ententy skurczyły się o 30–50 km wzdłuż północnej Dwiny i jeziora Onega, w miarę jak ataki bolszewików stawały się coraz bardziej regularne. Bolszewicy rozpoczęli swoją największą ofensywę w dniu zakończenia I wojny światowej, 11 listopada 1918 roku na froncie Północnej Dwiny, a w bitwie pod Tulgasem padło wielu zabitych i rannych. Kiedy do wojsk interwencyjnych dotarła wiadomość o zawieszeniu broni z Niemcami, wielu brytyjskich żołnierzy w Archangielsku z niecierpliwością oczekiwało szybkiego wycofania się z Rosji, ale ich nadzieje wkrótce zostały rozwiane.

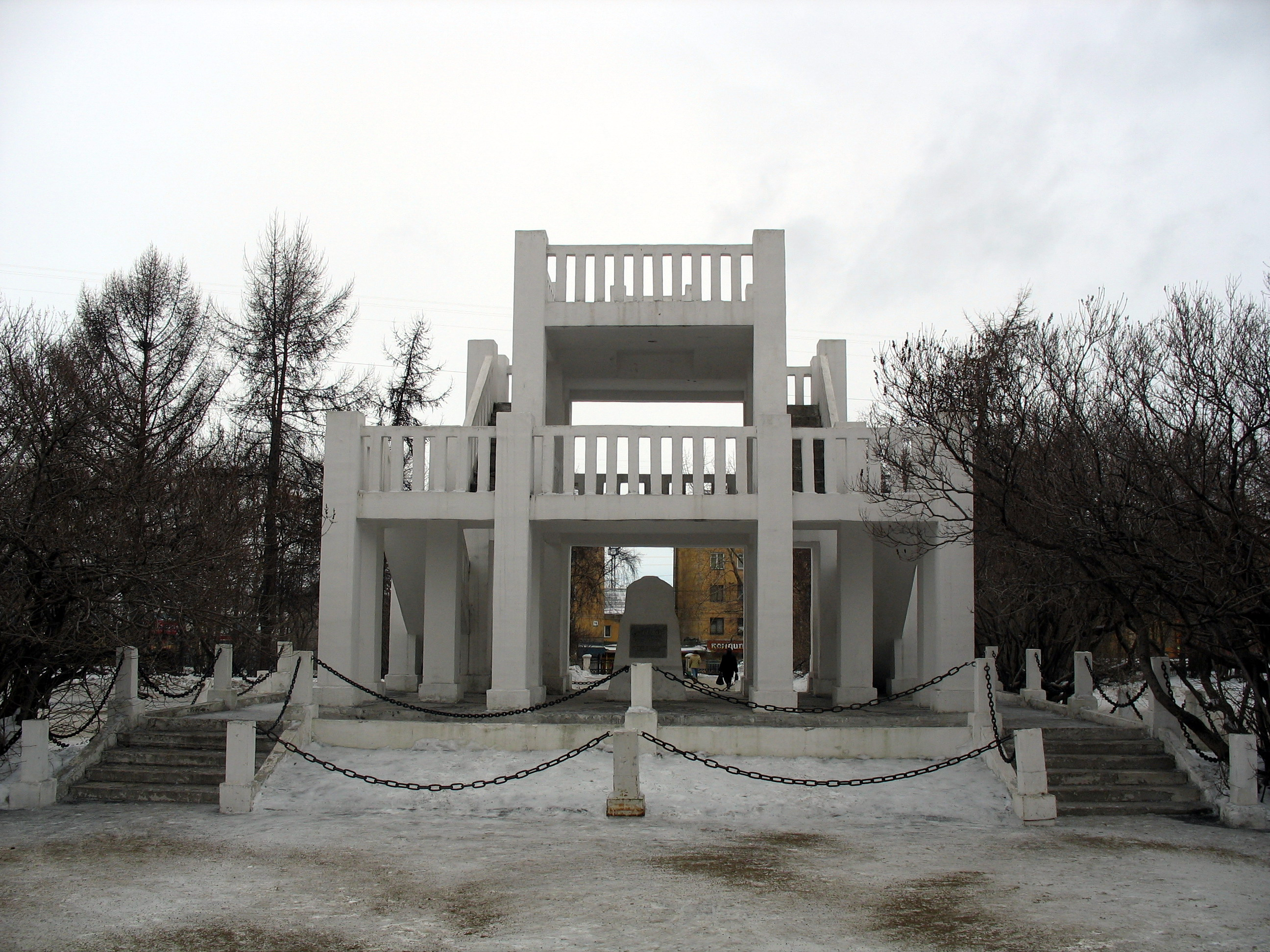
Pomnik Ofiar Interwencji w Murmańsku

27 stycznia 1919 roku w Archangielsku rozeszła się wiadomość, że bolszewicy ostrzelali brytyjskie pozycje na linii kolejowej Archangielsk – Wołogda pociskami z gazem bojowym. Użycie gazu bojowego przez bolszewików wkrótce zostało ogłoszone w brytyjskiej prasie. Bolszewicy użyli pocisków z gazem bojowym przeciwko Brytyjczykom co najmniej dwukrotnie w północnej Rosji, choć ich skuteczność była ograniczona.
W rejonie Murmańska Brytyjczycy uznali, że jedynym sposobem na odsunięcie bolszewików od władzy jest utworzenie dużej armii Białych Rosjan. Jednak próby rekrutacji i poboru nie doprowadziły do utworzenia wystarczających sił. Dlatego w lutym 1919 roku podjęto decyzję o przesunięciu się na południe, aby zdobyć bardziej zaludnione obszary, z których można by brać rekruta. Była to pierwsza znacząca ofensywa aliantów przeciwko bolszewikom na froncie murmańskim. Przełamując silny opór, zdobyto miasto Siegieja, a połowa garnizonu Armii Czerwonej zginęła, została ranna lub wzięta do niewoli. Podczas ofensywy lutowej siły brytyjskie zepchnęły Armię Czerwoną za rzekę Soroko, na południe, aż do Olimpi. Pomimo próby bolszewickiego kontrataku, do 20 lutego alianci zajęli 7700 km kw. terenu w północnej Rosji.
Najdalej wysuniętymi na południe starciami na froncie północnym na początku 1919 roku były walki w Szenkursku nad rzeką Wagą i we wsi Niżne-Toimski nad Północną Dwiną. Strategicznie ważne miasto Szenkursk zostało opisane przez brytyjskiego dowódcę Ironside’a jako „najważniejsze miasto w północnej Rosji” po Archangielsku i był on zdeterminowany, aby utrzymać tę linię. Jednak wojska brytyjskie i alianckie zostały wyparte z Szenkurska po zaciętej bitwie w dniach 19–20 stycznia 1919 roku. W ciągu kolejnych dni samoloty RAF-u wykonały kilka misji bombowych i rozpoznawczych, aby wesprzeć odwrót sił lądowych z Szenkurska. Bitwa pod Szenkurskiem była kluczowym punktem zwrotnym w kampanii, a straty aliantów postawiły ich w defensywie na kolejne kilka miesięcy na froncie kolejowym i nad Dwiną.
Na froncie na południe od Archangielska siły alianckie stopniowo posuwały się naprzód. 23 marca wojska brytyjskie i amerykańskie zaatakowały wieś Bolszyje Ozierki, ale pierwsza fala została odparta. Następnego dnia 500 bolszewików zaatakowało Szred Mechrengę, ale zostali odparci, a ponad 100 żołnierzy Armii Czerwonej zginęło; Brytyjczycy nie ponieśli żadnych ofiar śmiertelnych. Kolejny atak bolszewików na wieś Sielco, również zakończony niepowodzeniem, doprowadził do ich porażki. W sumie bolszewicy stracili 500 ludzi w ciągu jednego dnia w obu atakach.
Wielu brytyjskich i alianckich żołnierzy często odmawiało walki, a ataki bolszewików były przeprowadzane z przekonaniem, że niektórzy żołnierze brytyjscy mogą nawet przejść na ich stronę, gdy ich dowódcy zginą. Liczne bunty Białych zdemoralizowały żołnierzy alianckich w Rosji. Siły alianckie zostały też dotknięte własnymi buntami, w których uczestniczyły brytyjski Pułk Yorkshire i Royal Marines, a także siły amerykańskie i kanadyjskie.
W maju rozpoczęła się duża ofensywa w rejonie Murmańska. Podczas natarcia na Miedwieję-Gorę 15 maja, uparta obrona bolszewików została przerwana jedynie dzięki szarży na bagnety. Brytyjskie i bolszewickie pociągi pancerne prowadziły wymianę ognia, gdy Brytyjczycy próbowali przejąć kontrolę nad większą częścią lokalnej linii kolejowej. Miasto zostało ostatecznie zdobyte 21 maja przez wojska włoskie i francuskie wspierane przez Brytyjczyków. Ofensywa majowa omal nie doprowadziła aliantów do największego miasta w regionie, Pietrozawodska.
W kwietniu w Wielkiej Brytanii rozpoczął się publiczny nabór do nowo utworzonych „Sił Odciążających w Północnej Rosji”, ochotniczej formacji, której jedynym celem miała być obrona istniejących brytyjskich pozycji w Rosji. Do końca kwietnia zaciągnęło się 3500 mężczyzn, którzy zostali następnie wysłani na front. Opinie społeczeństwa na temat formowania nowej jednostki były mieszane, niektóre gazety zajęły bardziej przychylne stanowisko. Siły Odciążające ostatecznie dotarły do północnej Rosji na przełomie maja i czerwca.

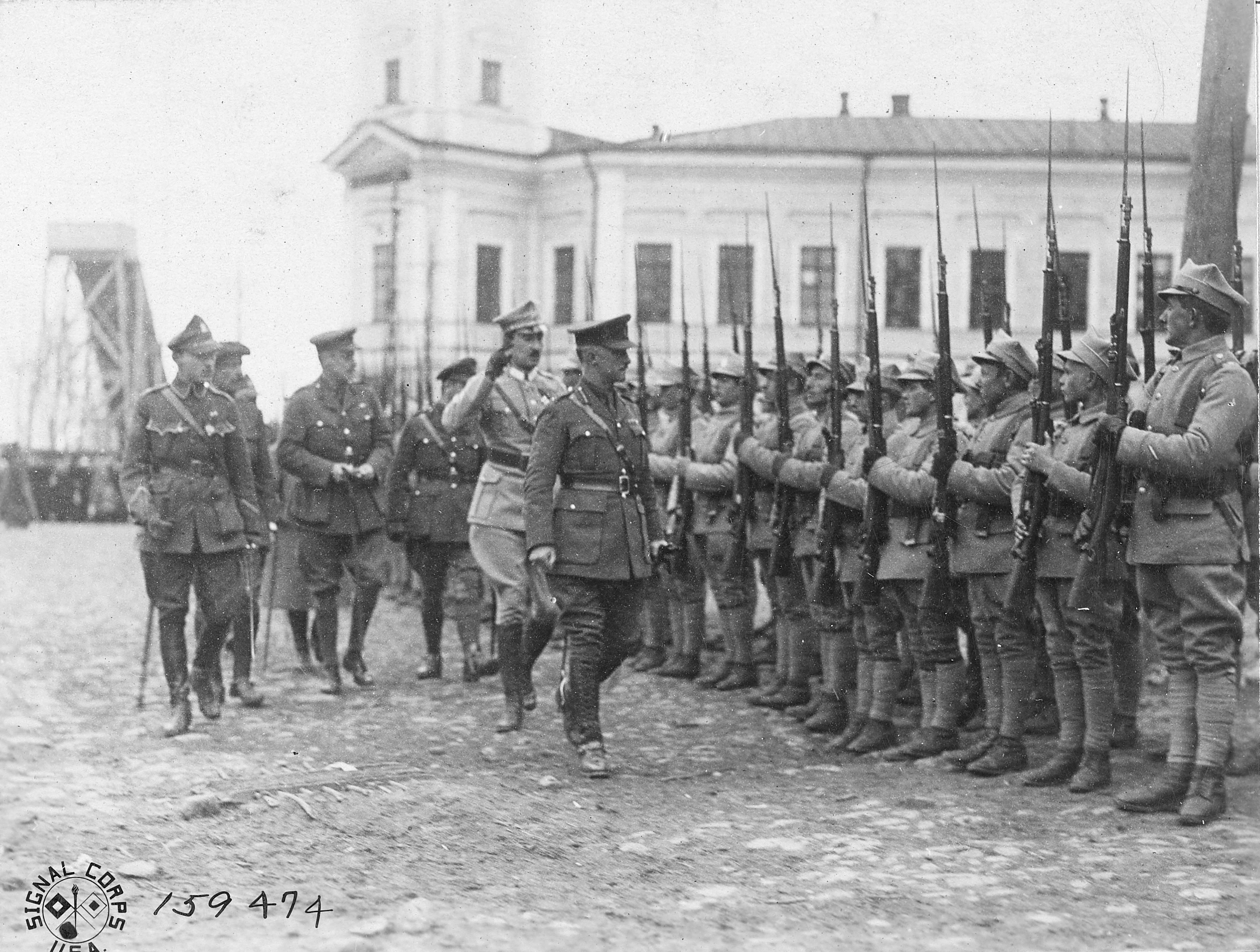
Polscy, brytyjscy i francuscy oficerowie, w tym gen. Edmund Ironside, dokonują inspekcji oddziału Murmańczyków przed ich wyjazdem na front pod Archangielskiem, 1919

25 kwietnia batalion Białych zbuntował się i po przejściu 300 żołnierzy na stronę bolszewików zaatakował wojska alianckie pod Tulgasem. W maju i czerwcu pierwsze jednostki brytyjskie, które przybyły do Archangielska w sierpniu i wrześniu 1918 roku, otrzymały wreszcie rozkaz powrotu do domu. Na początku czerwca wojska francuskie zostały wycofane, podobnie jak Royal Marines, a po nich wszyscy żołnierze kanadyjscy po otrzymaniu ich prośby o ich repatriację. Wszyscy pozostali żołnierze amerykańscy również odpłynęli do domu. Serbskie wojska stały się niepewne, gdy żołnierze innych nacji zaczęli się wycofywać. Do 3 lipca włoska kompania była na skraju buntu, ponieważ jej żołnierze byli poważnie niezadowoleni z ich ciągłej obecności w Rosji, tak długo po zawieszeniu broni z Niemcami. W połowie lipca wycofano również dwie kompanie amerykańskich wojsk kolejowych. Wojska francuskie i amerykańskie stacjonujące na północy były podobnie niechętne do walki, a wojska francuskie w Archangielsku odmówiły udziału w jakichkolwiek działaniach, które nie miały charakteru wyłącznie obronnego. Pomimo informacji, że ochotnicy mieli być wykorzystywani wyłącznie do celów obronnych, w czerwcu opracowano plany wykorzystania żołnierzy Sił Odciążających w Północnej Rosji w nowej ofensywie, której celem było zdobycie kluczowego miasta Kotłas i połączenie się z siłami Białych Aleksandra Kołczaka na Syberii. Wsie Topsa i Troica zostały zaatakowane, w wyniku czego zginęło 150 bolszewików, a 450 zostało pojmanych> Jednak z powodu szybkiego odparcia sił Kołczaka ofensywa na Kotłas została odwołana.
Na początku lipca 1919 roku inna jednostka Białych pod dowództwem brytyjskim zbuntowała się i zabiła swoich brytyjskich oficerów, a 100 żołnierzy zdezerterowało do bolszewików. Kolejny bunt wśród Białych został udaremniony pod koniec miesiąca przez wojska australijskie. 20 lipca 3000 Białych w kluczowym mieście Onega zbuntowało się i oddało miasto bolszewikom. Utrata Onegi była poważnym ciosem dla sił alianckich, ponieważ miasto stanowiło jedyną dostępną drogę lądową do przerzutu zaopatrzenia i ludzi między teatrami działań wojennych w Murmańsku i Archangielsku. Wydarzenie to doprowadziło także do utraty przez Brytyjczyków wszelkiego zaufania do Białych i przyczyniło się do chęci wycofania się z Rosji. Wkrótce podjęto próby odbicia miasta, ale w nieudanym ataku pod koniec lipca Brytyjczycy musieli zmusić oddziały Białych do zajęcia pozycji bojowych w mieście, ponieważ ci nie chcieli brać udziału w walkach. Na jednym statku alianckim pięciu bolszewickich jeńców zdołało nawet obezwładnić 200 Białych na pokładzie i tymczasowo przejąć kontrolę nad statkiem. Pomimo niepowodzeń aliantów, pod koniec lipca wysłano batalion Royal Marines z 6 Królewskiego Pułku Lekkiej Piechoty Morskiej na pomoc pozostałych w Rosji oddziałom brytyjskim.
Ostatnie dwa miesiące na froncie nad Dwiną, sierpień i wrzesień 1919 roku, były świadkami jednych z najzaciętszych walk między wojskami brytyjskimi a Armią Czerwoną w czasie rosyjskiej wojny domowej. W sierpniu rozpoczęła się duża ofensywa wzdłuż Dwiny, mająca na celu wywarcie presji na bolszewików i podniesienie morale Białych przed odwrotem aliantów. W ramach tej ofensywy przeprowadzono atak na wieś Gorodok. Podczas ataku wzięto 750 bolszewickich jeńców, a w jednej baterii znaleziono nawet żołnierzy niemieckich. Zaatakowano również wieś Sielco, ale silna obrona bolszewicka powstrzymała wszelkie postępy Brytyjczyków. Jednakże wsie Koczamika, Dżinta, Lipowiec i Zaniskaja zostały zdobyte przy niewielkim oporze. W sumie ofensywa doprowadziła do śmierci około 700 Czerwonych i została uznana za sukces.
We wrześniu siły alianckie rozpoczęły ostateczną ofensywę na froncie murmańskim, której celem było zniszczenie sił bolszewickich i pozostawienie Białych w dobrej pozycji po planowanej ewakuacji aliantów. Siły serbskie wspierały Brytyjczyków, którzy próbowali nacierać na zajęte przez bolszewików wioski Koikori i Ussuna oraz atakować Konczozero. Jednak obrona Koikori i Ussuny była znacznie silniejsza niż oczekiwano i ataki zakończyły się niepowodzeniem. Serbowie i Biali ponownie zaatakowali 11 oraz 14 września, ale i te ataki nie odniosły żadnego efektu. Brytyjczykom udało się jednak dotrzeć do rzeki Nurmis 18 września. W tej ostatniej ofensywie aliantów na północy Rosji wzięło udział 9000 żołnierzy, w tym 6000 Białych.
22 września, gdy alianci już wycofywali się z Rosji, oddział Royal Scots został wysłany rzeką do Kandalakszy na czterech łodziach rybackich, aby powstrzymać operacje sabotażowe przeprowadzane przez fińskich bolszewików przeciwko tamtejszej linii kolejowej. Oddział brytyjski wpadł w zasadzkę jeszcze przed lądowaniem i poniósł ciężkie straty – 13 ludzi zginęło, a 4 zostało rannych. W rezultacie bolszewicy zniszczyli szereg mostów, opóźniając na pewien czas ewakuację aliantów. Jedną z ofiar śmiertelnych był szeregowiec z Ormesby w hrabstwie Yorkshire, który zmarł w wyniku odniesionych obrażeń 26 września. Był to ostatni brytyjski żołnierz, który zginął w akcji w północnej Rosji.
W tym momencie wojska brytyjskie rozpoczęły wycofywanie się do Archangielska, aby przygotować się do ostatecznej ewakuacji. Rankiem 27 września 1919 roku ostatnie wojska alianckie odpłynęły z Archangielska, a 12 października miasto zostało opuszczone także przez Białych.
Imperium Brytyjskie
- Królewska Marynarka Wojenna: flotylla ponad 20 okrętów, w tym okrętów-baz wodnosamolotów; HMS „Pegasus” i HMS „Nairana”;
- Armia Brytyjska: 236 Brygada Piechoty, 6. batalion lekkiej piechoty Królewskiej Piechoty Morskiej, 548. kompania wojskowa (Dundee), Royal Engineers(inne języki), 2/10. batalion rowerowy, Royal Scots, 52. batalion, Pułk Manchesterski oraz oddziały Royal Dublin Fusiliers(inne języki);
- Słowiańsko-Brytyjski Legion Sprzymierzony: wyszkolony i dowodzony przez Brytyjczyków kontyngent złożony głównie z rosyjskich, fińskich i estońskich ochotników (w tym Batalion Dyera);
- Kanadyjska Artyleria Polowa (67. i 68. bateria 16 Brygady);
- Królewskie Siły Powietrzne: kontyngent składający się z bombowców Airco DH.4, wodnosamolotów Fairey Campania(inne języki) i Sopwith Baby oraz jednego myśliwca Sopwith Camel[103][104].

Stany Zjednoczone
- Siły Ekspedycyjne w Północnej Rosji (znane również jako Ekspedycja Polar Bear): około 8000 żołnierzy armii amerykańskiej[13], w tym: 310. batalion inżynieryjny, 339. batalion piechoty, 337. szpital polowy i 337. kompania ambulansowa. A także 167. i 168. kompania kolejowa, które zostały wysłane do Murmańska w celu obsługi linii Murmańsk – Piotrogród.
- Marynarka Wojenna USA: krążownik USS „Olympia” w sierpniu i wrześniu 1918 roku (w tym 53 osoby przydzielone do jednostek Royal Marines).

Francja2000 żołnierzy armii francuskiej, głównie z Armée coloniale (np. 21. batalionu kolonialnego) i saperów.
inne kraje1000 żołnierzy serbskiej i polskiej piechoty przydzielonej do sił Białych na północy; 1200 Włochów, niewielka liczba ochotników z innych krajów.

### Kraje bałtyckie i północno-zachodnia Rosja

Wojna domowa na zachodzie Rosji, 1918–1919

Chociaż armia estońska przejęła kontrolę nad krajem, przeciwstawiające się jej Czerwona 7 Armia i Estońska Armia Czerwona były nadal aktywne. Estońskie Naczelne Dowództwo zdecydowało się na inwazję na Rosję, aby wesprzeć Korpus Północny Białych. Estończycy przeszli do ofensywy pod Narwą, zaskakując Sowietów i niszcząc ich 6 Dywizję. Ataki Estończyków i Białych były wspierane wzdłuż wybrzeża Zatoki Fińskiej przez Królewską Marynarkę Wojenną oraz nowo powstałą estońską marynarkę wojenną i piechotę morską. W nocy 4 grudnia brytyjski krążownik HMS „Cassandra”, pełniąc służbę patrolową na północ od Lipawy, natknął się na minę morską postawioną jeszcze przez Niemców w czasie I wojny światowej i zatonął, tracąc 11 członków załogi. W tym czasie nowy rząd Estonii był jeszcze słaby i desperacko szukał sojuszników. Premier Estonii zwrócił się do Wielkiej Brytanii z prośbą o wysłanie sił zbrojnych do obrony jego stolicy, a nawet o ogłoszenie swojego państwa brytyjskim protektoratem. Brytyjczycy nie przychylili się jednak do tych próśb.
Brytyjskie krążowniki i niszczyciele wkrótce podpłynęły wzdłuż wybrzeża w pobliżu granicy estońsko-rosyjskiej i zrzuciły niszczycielski ostrzał z artylerii okrętowej na linie zaopatrzeniowe nacierających bolszewików. 26 grudnia załogi brytyjskich okrętów wojennych przejęły w drodze abordażu bolszewickie niszczyciele „Awtroił” i „Spartak”, które w tym czasie ostrzeliwały port w Tallinie. Obie jednostki zostały przekazane Estońskiemu Rządowi Tymczasowemu, stanowiąc zalążek rodzącej się właśnie samodzielnej estońskiej marynarki wojennej.
Estońska ofensywa na Psków rozpoczęła się jednocześnie 13 maja 1919 roku. Grupa Bojowa Petseri rozbiła Estońską Armię Czerwoną, zdobyła miasto 25 maja i oczyściła terytorium między granicą estońską a rzeką Wielikaja . Kilka dni później do Pskowa dotarły siły Korpusu Północnego. 19 czerwca 1919 roku estoński dowódca naczelny gen. Johan Laidoner zrzekł się dowództwa nad Białymi Rosjanami, a armię przemianowano na Armię Północno-Zachodnią. Wkrótce potem dowództwo nad wojskami objął gen. por. Nikołaj Judenicz.
Wraz ze zbliżającym się frontem garnizon fortu Krasnaja Gorka zbuntował się. Aby wesprzeć bunt, flotylla brytyjskich kutrów torpedowych pod dowództwem poru. mar. Augustusa Agara dokonała rajdu na port w Kronsztadzie, zatapiając krążownik „Oleg” i statek zaopatrzeniowy „Pamiat’ Azowa” 17 czerwca 1919 roku. Podczas drugiego ataku w sierpniu uszkodzone zostały bolszewickie pancerniki „Pietropawłowsk” i „Andriej Pierwozwannyj”, za cenę utraty trzech kutrów torpedowych CMB. Atakującym udało się również zatopić ważny rosyjski okręt zaopatrzeniowy dla okrętów podwodnych. Pomimo tych działań bunt w Krasnej Gorce został stłumiony przez działa bolszewickich pancerników.
Kolejna ofensywa Armii Północno-Zachodniej była planowana na 10 lipca 1919 roku, ale oczekiwane uzbrojenie i zaopatrzenie od aliantów nie dotarły. Estończycy nie chcieli również kontynuować bezowocnej wojny, ponieważ na rozmowach pokojowych w kwietniu 1919 roku rząd bolszewicki zagwarantował już uznanie niepodległego państwa estońskiego. Kiedy więc brytyjski gen. Hubert Gough zwrócił się 8 sierpnia do Estończyków z prośbą o pomoc wojskową dla Judenicza, Estończycy w zamian zwrócili się zarówno do Judenicza, jak i do aliantów z prośbą o uznanie ich państwa. Zastępca Gougha, gen.-bryg. Frank Marsh, zażądał od Judenicza natychmiastowego wydania ustawy tworzącej Rząd Regionu Północno-Zachodniej Rosji , obejmującego gubernie piotrogrodzką, pskowską i nowogrodzką, który gwarantowałby de jure uznanie niepodległości Estonii. 16 sierpnia dziennik „The Times” upublicznił tę umowę, która rozgniewała brytyjski MSZ i Gabinet Wojenny oraz spowodowała dalszy spadek alianckiej pomocy wojskowej dla Judenicza.
Jednakże Armia Północno-Zachodnia rozpoczęła operację Biały Miecz, ostatnią dużą próbę zdobycia Piotrogrodu 9 października, z bronią dostarczoną przez Wielką Brytanię i Francję oraz wsparciem operacyjnym ze strony estońskiej armii i marynarki wojennej oraz Królewskiej Marynarki Wojennej . Zabezpieczenie Piotrogrodu dla sił Białych było jednym z głównych celów kampanii ze strony Brytyjczyków. Siły estońskie i brytyjskie przeprowadziły wspólny atak sił lądowych i morskich na Krasną Gorkę, podczas gdy estońska 2 Dywizja próbowała odrzucić Czerwoną 10 Dywizję za rzekę Wieliką, podczas gdy 3 Dywizja zaatakowała w kierunku Abrene i Ostrowa. Armia Północno-Zachodnia zbliżyła się na odległość 16 km od Piotrogrodu, ale Armia Czerwona odepchnęła ją z powrotem nad rzekę Narwę . Nieufne wobec Białych Rosjan estońskie Naczelne Dowództwo rozbroiło i internowało resztki Armii Północno-Zachodniej, które wycofały się za ich granicę państwową. Ostatecznie niepowodzenie prób zdobycia Piotrogrodu przez Białych oznaczało nieosiągnięcie najważniejszego celu brytyjskiego zaangażowania w kampanii bałtyckiej.
Tymczasem na Bałtyku doszło do poważnych niepokojów wśród brytyjskich marynarzy. Obejmowały one niewielkie bunty wśród załóg HMS „Vindictive”, HMS „Delhi” – na tej ostatniej częściowo z powodu zachowania kadm. Cowana – i innych statków stacjonujących w zatoce Björkö. Przyczynami buntów były ogólne przemęczenie wojną (wielu członków załóg walczyło przez całą I wojnę światową), niedostateczne wyżywienie i warunki bytowe, brak urlopów oraz skutki propagandy bolszewickiej .
W sumie Brytyjczycy stracili 128 ludzi w kampanii bałtyckiej, przy czym co najmniej 27 zostało rannych, a 9 dostało się do niewoli Wielka Brytania zaangażowała w kampanię około 90 statków, z czego 17 zostało utraconych, a ok. 70 uszkodzonych.

### Południowa Rosja i Ukraina
18 grudnia 1918 roku, miesiąc po zawieszeniu broni z Niemcami, Francuzi wylądowali w Odessie i Sewastopolu. Zanim Francuzi przejęli pełną kontrolę nad Odessą, stoczyli w mieście siedmiogodzinną bitwę. Desanty rozpoczęły interwencję w południowej Rosji (później na Ukrainie), której celem było wsparcie i zaopatrzenie sił Armii Ochotniczej gen. por. Antona Denikina, walczącej z bolszewikami na południu. W kampanii uczestniczyły głównie wojska francuskie, greckie i polskie. Morale wojsk francuskich i marynarzy ich floty na Morzu Czarnym było przez cały okres trwania kampanii bardzo niskie, a większość z nich chciała jednie zostać zdemobilizowana i odesłana do domu. Morale greckich i polskich sił interwencyjnych nie było lepsze. Lokalny watażka, ataman Matwij Hryhorjew, sprzymierzył się z bolszewikami 18 lutego 1919 roku i poprowadził swoją armię przeciwko zagranicznym najeźdźcom. Z armią liczącą 10 000 – 12 000 ludzi, 2 marca zaatakował najpierw wojska alianckie w Chersoniu, gdzie stacjonowało zaledwie 150 Francuzów, 700 Greków i kilkuset miejscowych ochotników o wątpliwej lojalności. Po ciężkich walkach miasto zostało zdobyte 9 marca. Francuzi stracili 4 zabitych i 22 rannych, a grecka armia około 250. Wskutek odwetowych represji zginęli również miejscowi Grecy. Po zdobyciu Chersonia Hryhorjew zwrócił swoje siły przeciwko na Mikołajów, gdzie stacjonowało jeszcze mniej wojsk alianckich. W mieście wciąż przebywało natomiast 12 000 dobrze wyposażonych żołnierzy niemieckich z frontu wschodniego I wojny światowej, którzy wszakże nie mieli zamiaru brać udziału w walkach z bolszewikami. Lokalnemu dowódcy francuskiemu pozwolono na wynegocjowanie rozejmu z Hryhorjewem, a w dniach 14–16 marca wszystkie wojska alianckie i niemieckie, niedawni wrogowie teraz zaokrętowani na te same statki, zostali ewakuowani drogą morską bez walki, pozostawiając po sobie znaczne ilości sprzętu i zapasów wojennych.
Do kwietnia 1919 roku wojska alianckie zostały wycofane również z Odessy po kolejnych groźbach ze strony armii Matwija Hryhorjewa, tuż przed klęską marszu Białej Armii na Moskwę. Odwrót był częściowo spowodowany masowym buntem francuskich marynarzy na Morzu Czarnym. Zbuntowali się również niektórzy marynarze brytyjscy. 
Ostatnie wojska alianckie opuściły Krym 29 kwietnia 1919 roku.

### Besarabia
Po ataku bolszewików z Rumczerodu na Besarabię, rumuński rząd Iona I. C. Brătianu podjął decyzję o interwencji i 26 stycznia 1918 roku. 11 Dywizja Piechoty pod dowództwem gen. Ernesta Broșteanu wkroczyła do Kiszyniowa. Wojska bolszewickie wycofały się do Tighiny, a po bitwie jeszcze dalej za Dniestr. Bitwa o Tighinę była jedną z dwóch znaczących bitew kampanii besarabskiej z 1918 roku. Trwała pięć dni, między 20 a 25 stycznia, i zakończyła się zwycięstwem Rumunii, aczkolwiek ze znacznymi stratami w ludziach (141 zabitych). Rumuńskie wojska zdobyły blisko 800 dział.

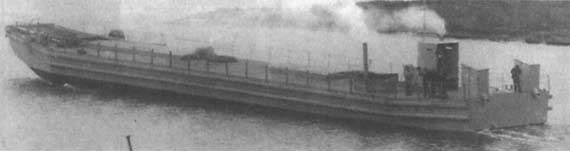
Okręt klasy Russud

Druga ważna bitwa rozegrała się pod Vâlcovem między 27 stycznia a 3 lutego. Działania bolszewickich okrętów wojennych (w tym trzech kanonierek klasy Donieck) zdołały opóźnić natarcie Rumunów na kilka dni, ale okręty musiały się wycofać 3 lutego, ponieważ nie były już w stanie korygować ognia, po tym jak rumuńska artyleria zniszczyła lądowe stanowiska obserwacyjne bolszewickich okrętów. Później tego samego dnia wojska rumuńskie zajęły Valcov. Rumuni zdobyli okręt desantowy klasy Russud K-2, a także kilka innych barek uzbrojonych łącznie w osiem dział Obuchowa kal. 152 mm.

### Syberia

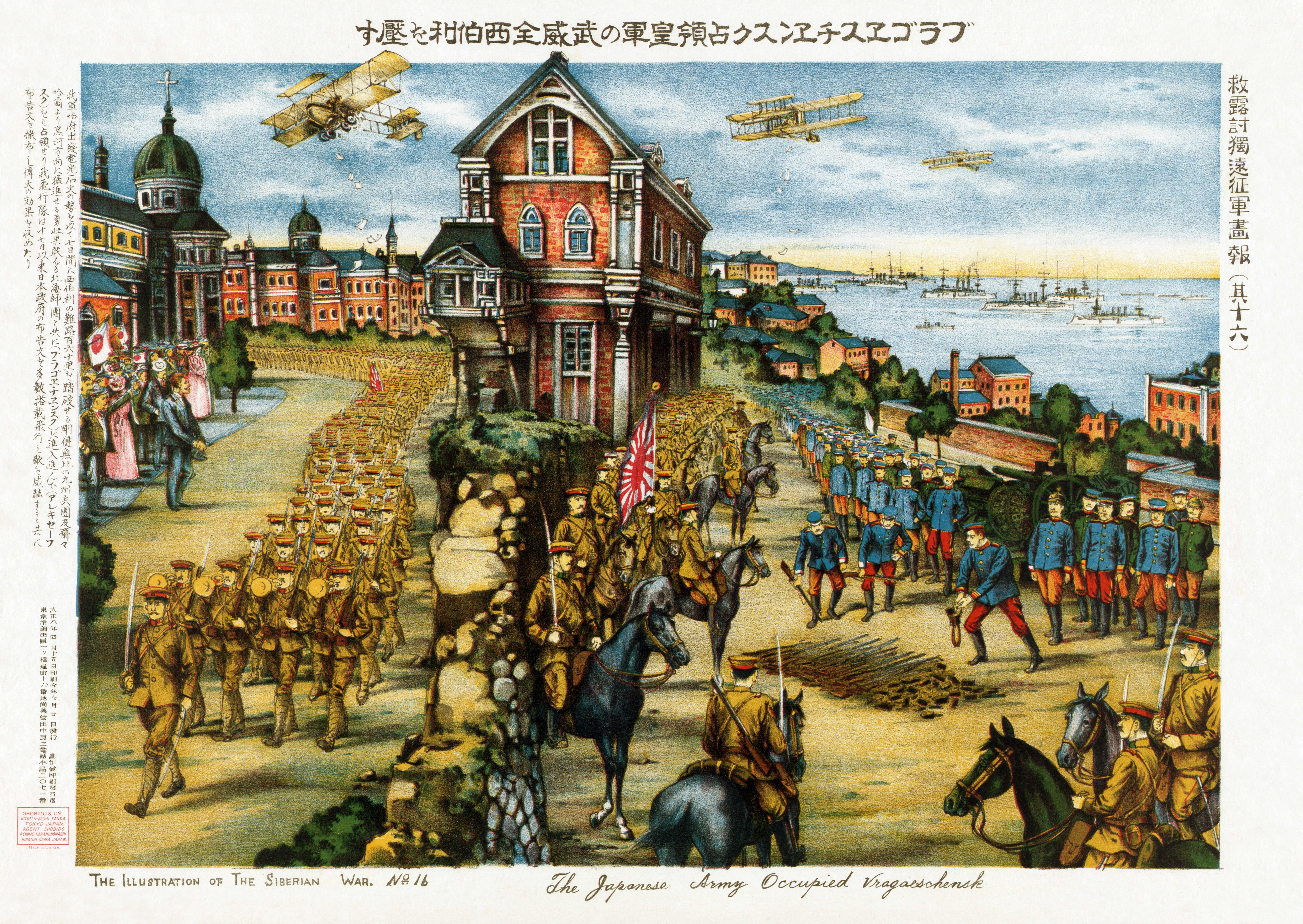
Japońska litografia przedstawiająca wojska zajmujące Błagowieszczeńsk

Wspólna interwencja aliantów na wschodzie Rosji rozpoczęła się w sierpniu 1918 roku. Wielka Brytania wysłała na Syberię 1800-osobową jednostkę dowodzoną przez posła Partii Pracy i przywódcę związków zawodowych, ppłk. Johna Warda. Była to pierwsza jednostka aliancka, która wylądowała we Władywostoku 3 sierpnia. Japończycy wkroczyli przez Władywostok i punkty wzdłuż granicy chińsko-rosyjskiej, a ostatecznie rozmieścili w Rosji ponad 70 000 żołnierzy. Do Japończyków dołączyli żołnierze amerykańscy, kanadyjscy, francuscy i włoscy. Elementy Legionu Czechosłowackiego, które dotarły do Władywostoku, powitały siły alianckie. Amerykanie rozmieścili 27. i 31 Pułk Piechoty z Filipin, a także elementy 12., 13. i 62 Pułku Piechoty z Camp Fremont. Chińskie wojska zostały również wysłane do Władywostoku przez rząd pekiński, częściowo w celu ochrony chińskich kupców.
Oczekiwano, że Japończycy wyślą na interwencję tylko ok. 7000 żołnierzy, ale ostatecznie okazały się to być siły dziesięciokrotnie większe. Rozmieszczenie tak dużych sił w ramach operacji pomocniczej szybko sprawiło, że mocarstwa alianckie zdały sobie sprawę, iż za japońskimi działaniami kryje się zwyczajny imperializm. 5 września Japończycy połączyli siły z awangardą Legionu Czechosłowackiego, a kilka dni później kontyngenty brytyjski, włoski i francuski dołączyły do Czechów, aby odbudować front wschodni za Uralem; w rezultacie wojska europejskich mocarstw sprzymierzonych wyruszyły na zachód. Kanadyjczycy w dużej mierze pozostali we Władywostoku przez cały czas trwania operacji. Japończycy, mając na uwadze własne cele, odmówili posuwania się na zachód od jeziora Bajkał. Amerykanie, podejrzliwi wobec japońskich zamiarów, również pozostali, aby mieć na oku kłopotliwych sojuszników. Do listopada Japończycy zajęli wszystkie porty i większe miasta w rosyjskich prowincjach nadmorskich i Syberii na wschód od miasta Czyta.
Oddziały alianckie udzieliły wsparcia wojskom Białych na Syberii od lata 1918 roku. Na tym teatrze działań wojennych doszło do napięć między dwiema antybolszewickimi frakcjami, rządem pod kierownictwem adm. Aleksandra Kołczaka a Kozakami dowodzonymi przez Grigorija Siemionowa i Iwana Kałmykowa, co utrudniało również działania aliantów. Siły Sprzymierzonych początkowo przejęły dowodzenie od elementów Białych armii na linii frontu i pomogły utrzymać pozycje na Dalekim Wschodzie. Brytyjska jednostka pomogła w obronie linii frontu w Krajewsku. Przewyższone liczebnie i słabiej uzbrojone, niewielkie siły alianckie zostały jednak zmuszone do wycofania się. Dwa brytyjskie pociągi pancerne, każdy uzbrojony w dwa 12-funtowe działa okrętowe i dwa karabiny maszynowe, zostały wysłane z Władywostoku jako posiłki. Działając pod dowództwem Japończyków, niewielka brytyjska jednostka i inne siły alianckie odegrały niewielką, ale ważną rolę w bitwie pod Duchowską w dniach 23–24 sierpnia 1918 roku. Pięć bolszewickich pociągów pancernych zostało zaatakowanych, wspieranych przez dwa własne pociągi pancerne sił brytyjskich, a straty po stronie Japończyków wyniosły 600 osób. Ta ograniczona, ale zdecydowana akcja wyeliminowała zorganizowany opór bolszewicki na froncie ussuryjskim.
Do końca października siły brytyjskie zakończyły swoją podróż na zachód z Władywostoku aż do linii frontu w Omsku. Jednostka pozostała w mieście przez kolejne sześć miesięcy, podczas mroźnej syberyjskiej zimy. Jej żołnierze mogli odegrać pewną rolę w zamachu stanu przeprowadzonym w mieście w listopadzie 1918 roku, który wyniósł admirała Kołczaka do władzy jako „Najwyższego Przywódcę” Rosji. Siły te posuwały się naprzód wraz z nacierającymi Czechami i Rosjanami, a w październiku i listopadzie nadal zapewniały wsparcie artyleryjskie wzdłuż linii kolejowej z Omska do Ufy. Brytyjczycy później stanowili ważną część Flotylli Kamskiej, która wspierała Białych, atakując siły bolszewickie wzdłuż rzeki Kamy. Ostrzeliwali oni koncentracje wojsk Czerwonych, chronili mosty, zapewniali bezpośrednie wsparcie ogniowe i atakowali łodzie bolszewickie na rzece. W jednej z akcji flotylla zatopiła na rzece okręt flagowy bolszewików i zniszczyła jedną inną łódź. Została ona później wyparta przez bolszewicki marsz na Perm.
Niewielkie siły brytyjskie zostały wycofane latem 1919 roku. Wszystkie pozostałe siły alianckie zostały ewakuowane w 1920 roku, z wyjątkiem Japończyków, którzy pozostali na Syberii aż do 1922 roku.

### Kaukaz

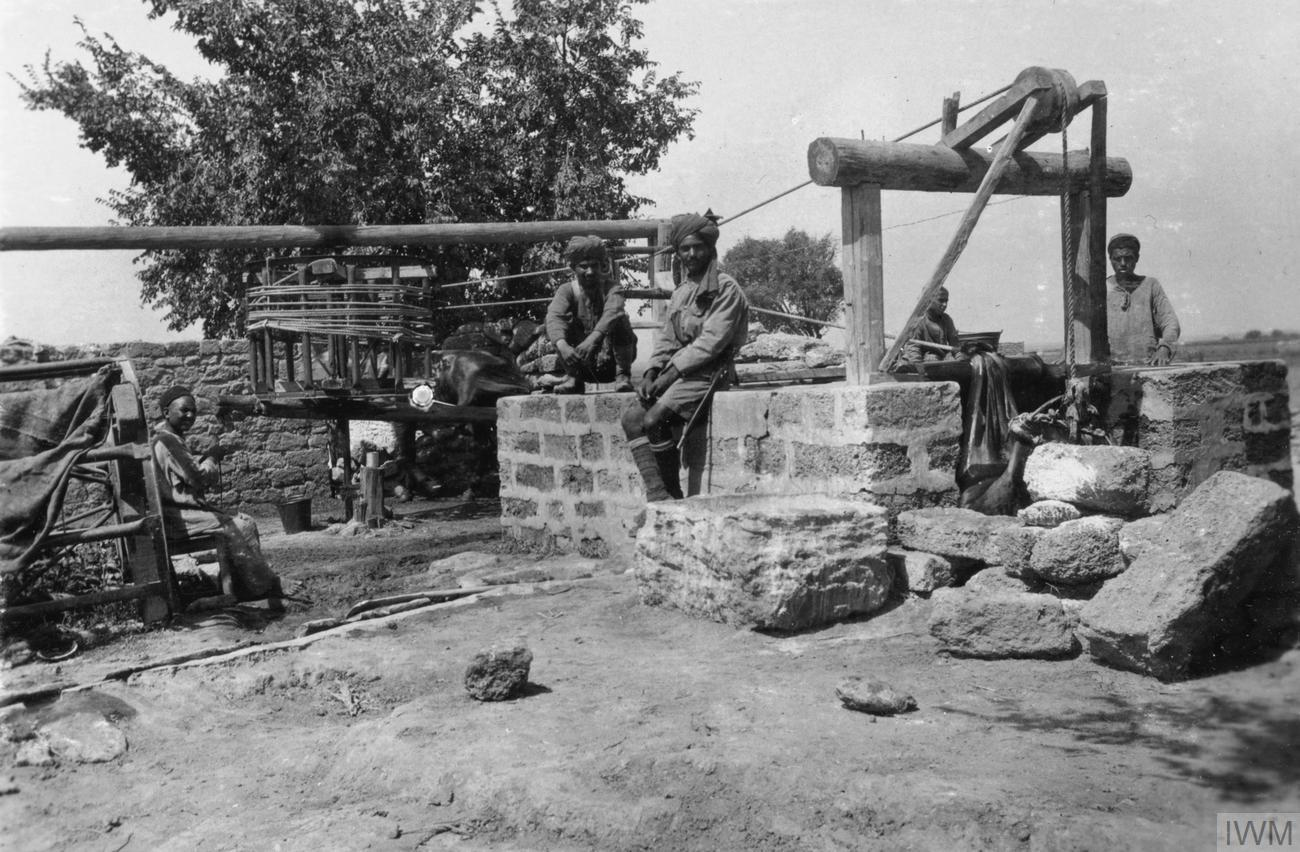
Wojska indyjskie przy perskiej studni w Baku, 1917

Już w 1917 roku Dunsterforce, aliancka misja wojskowa licząca mniej niż 1000 żołnierzy australijskich, brytyjskich i kanadyjskich (przeniesionych z frontu mezopotamskiego i zachodniego), wyposażonych w samochody pancerne, wyruszyła z Hamadanu na odległość około 350 km przez Persję Kadżarską. Jednostkę nazwano na cześć jej dowódcy, gen. mjr. Lionela Dunsterville’a. Jej misją było zbieranie informacji, szkolenie i dowodzenie lokalnymi siłami oraz zapobieganie rozprzestrzenianiu się niemieckiej propagandy .
Później Dunsterville otrzymała zadanie zdobycia i ochrony miasta Baku oraz jego pól naftowych. We wczesnej fazie rosyjskiej wojny domowej region Kaukazu był rządzony przez trzy de facto niepodległe państwa: Demokratyczną Republikę Gruzji, Demokratyczną Republikę Armenii i Demokratyczną Republikę Azerbejdżanu, a główne siły Białych nie miały nad nimi realnej kontroli. Brytyjczycy obawiali się, że Baku może zostać zdobyte przez Imperium Osmańskie, ponieważ siły tureckie w tym regionie posuwały się naprzód. Gdyby Turcy przejęli kontrolę nad flotą w porcie, mogliby przetransportowywać wojska do Krasnowodzka bezpośrednio z Baku przez Morze Kaspijskie. Taka możliwość otworzyłaby Azję Środkową dla osmańskiej ekspansji, a takżę drogę do Indii Brytyjskich przez Afganistan.

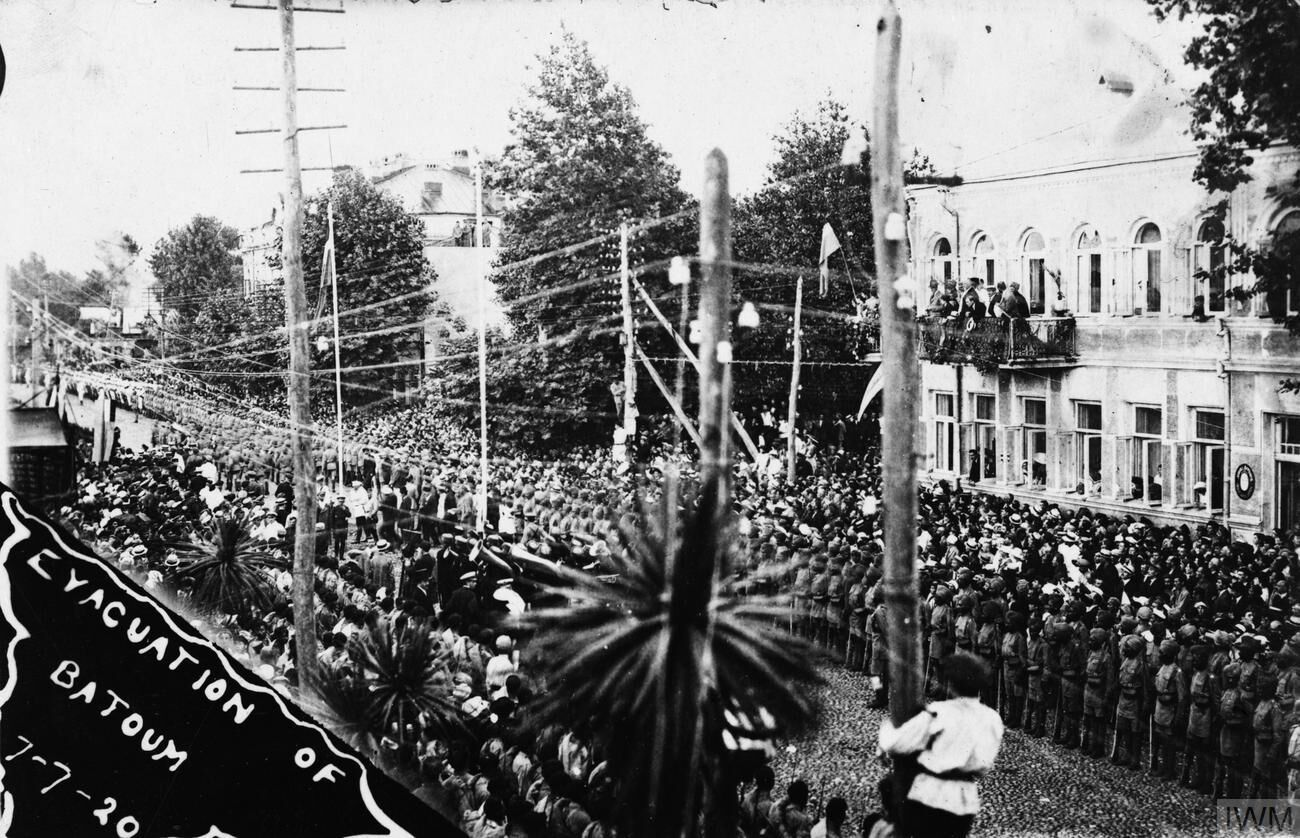
Indyjskie wojska w Batumi przed wycofaniem się aliantów, 1920

Brytyjczycy wylądowali w Baku 17 sierpnia 1918 roku. Siły brytyjskie liczyły wówczas 1200 ludzi. Początkowo Dunsterforce została opóźniona przez 3000 żołnierzy bolszewickich stacjonujących w Enzeli, ale później dotarła statkiem do Baku nad Morzem Kaspijskim. Był to główny cel nacierających sił osmańskich, a Dunsterforce przetrwała krótkie, lecz brutalne oblężenie we wrześniu 1918 roku. Brytyjczycy bronili się przez pierwsze dwa tygodnie września, zadając wrogowi ciężkie straty. Ostateczny atak turecki 14 września trwał do zachodu słońca, a w obliczu przytłaczającej przewagi sił przeciwnika Brytyjczycy zostali zmuszeni do wycofania się. Wojska uciekły z portu na trzech statkach tego samego dnia. Łącznie bitwa o Baku pochłonęła około 200 ofiar po stronie brytyjskiej, w tym 95 zabitych.
Jednakże po klęsce w I wojnie światowej Imperium Osmańskie musiało wycofać swoje siły z granic niepodległego Azerbejdżanu w połowie listopada 1918 roku. Brytyjskie siły liczące 1600 żołnierzy pod dowództwem gen. por. Williama Thomsona dotarły do Baku 17 listopada, a w stolicy Demokratycznej Republiki Azerbejdżanu wprowadzono stan wojenny do czasu, „aż władza cywilna będzie wystarczająco silna, aby zwolnić siły wojskowe z odpowiedzialności za utrzymywanie porządku publicznego”. Doszło również do przejściowej brytyjskiej okupacji gruzińskich miast Tyflis i Batumi, wraz z całym odcinkiem linii kolejowej Baku – Batumi, ponieważ Brytyjczycy chcieli chronić tę strategiczną linię łączącą Morze Czarne z Morzem Kaspijskim. Do stycznia 1919 roku brytyjska obecność zwiększyła się do 40 000 żołnierzy, co stanowiło największą liczbę spośród wszystkich brytyjskich kontyngentów interwencyjnych w Rosji. Ponownie, te brytyjskie okupacje terytoriów na Kaukazie były częściowo motywowane potrzebą „ochrony flanki Indii” i zabezpieczenia lokalnych złóż ropy naftowej, ale również chęcią wsparcia trzech nowych niepodległych państw i nadzorowania wycofania się z nich wojsk niemieckich i tureckich. Siły brytyjskie służyły jedynie celom obronnym i zostały wycofane latem 1919 roku, ponieważ regularne wojska były potrzebne gdzie indziej, a pozostałe dawno powinny zostać zdemobilizowane po zawieszeniu broni kończącym I wojnę światową. Ostatnie siły brytyjskie opuściły Baku 24 sierpnia 1919 roku.

### Kampania transkaspijska
W związku z obawami Brytyjczyków, że wojska niemieckie i tureckie mogą przedostać się do rosyjskiej Azji Centralnej, prawdopodobnie poprzez przeprawę Morzem Kaspijskim do kluczowego portu w Krasnowodzku, obszar transkaspijski stał się obszarem zainteresowania Wielkiej Brytanii. Działania militarne aliantów rozpoczęły się 11 sierpnia 1918 roku, kiedy gen. mjr Wilfrid Malleson interweniował, wspierając Komitet Wykonawczy w Aszchabadzie, który w lipcu 1918 roku wyparł taszkienckich bolszewików z zachodniego krańca Kolei Transkaspijskiej i przejął kontrolę nad Krasnowodskiem. Malleson otrzymał upoważnienie do interwencji u boku wojsk brytyjskich w ramach tzw. misji Mallesona. Wysłał on sekcję karabinów maszynowych 19 Pułku Strzelców Pendżabskich do miejscowości Baýramaly, położonej przy Kolei Transkaspijskiej. 28 sierpnia bolszewicy zaatakowali Kushkh na granicy z Afganistanem, ale zostali odparci, a 3 oficerów i 24 szeregowych poniosło śmierć lub zostało rannych. Dwóch brytyjskich oficerów łącznikowych zostało postrzelonych od tyłu podczas ich natarcia, prawdopodobnie zdradziecko. Do dalszych działań pod Kaką doszło 28 sierpnia oraz 11 i 18 września. Siły brytyjskie zostały wzmocnione 25 września dwoma szwadronami 28 Pułku Lekkiej Kawalerii. W tym momencie Malleson, wbrew woli rządu Indii, zdecydował się na dalszą ofensywę w głąb obszaru zakaspijskiego i atak na bolszewików. Walcząc ramię w ramię z wojskami zakaspijskimi, stoczyli następnie bitwy pod Arman Sagad (między 9 a 11 października) i Dushakiem (14 października). Pod Dushakiem siły brytyjskie straciły ponad 54 zabitych i ponad 150 rannych, zadając bolszewikom 1000 ofiar. Dalsze brytyjskie ataki nadal zadawały bolszewikom ciężkie straty.
Do 1 listopada siły brytyjskie ponownie zajęły Merv i na polecenie rządu brytyjskiego zatrzymały natarcie, zajmując pozycje obronne w Bairam Ali. Siły zakaspijskie kontynuowały ataki na bolszewików od północy. Po tym, jak siły transkaspijskie zostały rozgromione pod Uch Aji, ich dowódca, płk Knollys, wysłał 28 Pułk Kawalerii, aby wesprzeć je pod Annienkowem. W styczniu 1919 roku jedna kompania 19 Pułku Strzelców Pendżabskich została wysłana w celu wzmocnienia pozycji pod Annienkowem, gdzie 16 stycznia doszło do drugiej bitwy, w której zginęło 48 żołnierzy. W lutym Brytyjczycy nadal zadawali ciężkie straty siłom bolszewickim. 21 stycznia rząd brytyjski podjął decyzję o wycofaniu sił, a ostatnie oddziały wyruszyły do Persji 5 kwietnia.

## Następstwa
Według Johna Bradleya, interwencja aliantów, która traktowała Białych generałów jak „służalcze satelity” z niewielką niezależnością, nadała im reputację „niegodnych marionetek”. Spowodowało to dyskredytację ruchu Białych, podczas gdy Czerwoni wydawali się bardziej niezależni i patriotyczni, co skłoniło wielu byłych dowódców carskiej armii do przyłączenia się do bolszewików Paradoksalnie, interwencja aliantów pomogła wzmocnić władzę sowiecką, która z powodzeniem wykorzystała ją w propagandzie do przedstawiania Białych jako „zdrajców” i „sprzedawczyków”, samemu przedstawiając się jako obrońcy Rosji przed agresją zachodnich imperialistów.

### Wycofanie się aliantów
Mocarstwa alianckie wycofały się z Rosji w 1920 roku. Tylko Japończycy pozostali w prowincjach nadmorskich Rosyjskiego Dalekiego Wschodu do 1922 roku, a na północnym Sachalinie do 1925 roku, po podpisaniu w Pekinie Radziecko-Japońskiej Konwencji Podstawowej, w której Japonia zgodziła się wycofać swoje wojska z Rosji. W zamian nowoutworzony Związek Radziecki zgodził się przestrzegać postanowień traktatu z Portsmouth .

### Ocena historyków
W 1957 roku były członek Komunistycznej Partii USA, Frederick L. Schuman, napisał, że konsekwencje interwencji „na zawsze zatruły stosunki Wschód-Zachód, znacząco przyczyniły się do wybuchu II wojny światowej i późniejszej „zimnej wojny” oraz utrwaliły schematy podejrzeń i nienawiści po obu stronach, które nawet dziś grożą w przyszłości jeszcze większymi katastrofami”. Dla przywódców radzieckich aliancka interwencja była dowodem na to, że mocarstwa zachodnie chciały zniszczyć rząd radziecki, gdyby tylko miały taką możliwość. Współczesny historyk Robert Maddox podsumował: „Bezpośrednim skutkiem interwencji było przedłużenie krwawej wojny domowej, która kosztowała tysiące kolejnych istnień ludzkich i spowodowała ogromne zniszczenia w i tak już zrujnowanym społeczeństwie [dawnej carskiej Rosji]” .
Inny punkt widzenia przedstawił historyk John M. Thompson, który argumentował, że choć interwencja nie powstrzymała rewolucji bolszewickiej w Rosji, to zapobiegła jej rozprzestrzenieniu się komunizmu na Europę Środkową. Pisał:

Jednakże udało się jej [interwencji – przyp. red.] tak skutecznie zaangażować siły rewolucyjnego ekspansjonizmu, że zniszczone wojną kraje Europy Wschodniej i Środkowej, potencjalnie najbardziej podatne na bolszewicką zarazę, były w stanie odzyskać wystarczającą równowagę społeczną i gospodarczą, by przeciwstawić się bolszewizmowi. [Jednak] próba interwencji pozostawiła po sobie trudne dziedzictwo strachu i podejrzeń w przyszłych relacjach między Rosją a innymi mocarstwami i wzmocniła pozycję tych spośród bolszewickich przywódców, którzy dążyli do narzucenia narodowi rosyjskiemu monolitycznej jedności i bezwzględnego posłuszeństwa

### Pamięć
Według Sheldona M. Sterna, stalinowska propaganda przedstawiała później interwencję aliantów jako amerykańską inwazję militarną na Rosję, jednocześnie negując lub minimalizując amerykańskie działania pomocowe w związku z klęską głodu, które uratowały życie milionom Rosjan w latach 1921–1923.
Winston Churchill, który był najbardziej znanym zwolennikiem kampanii mającej na celu odsunięcie bolszewików od władzy, długo ubolewał nad niepowodzeniem aliantów w zmiażdżeniu państwa sowieckiego w początkach jego istnienia. Dotyczyło to zwłaszcza załamania się stosunków zachodnio-sowieckich po II wojnie światowej i początku zimnej wojny. W 1949 roku Churchill oświadczył w Parlamencie Brytyjskim:

Myślę, że nadejdzie dzień, kiedy bez cienia wątpliwości, nie tylko po jednej stronie Izby Reprezentantów, ale w całym cywilizowanym świecie, zostanie uznane, że zdławienie bolszewizmu u jego zarania byłoby niewypowiedzianym błogosławieństwem dla ludzkości

W kolejnym przemówieniu wygłoszonym w National Press Club w Waszyngtonie w czerwcu 1954 roku Churchill ubolewał:

Gdybym otrzymał odpowiednie wsparcie w 1919 roku, myślę, że moglibyśmy zdusić bolszewizm w zarodku, ale wszyscy podnieśli ręce i powiedzieli: „Jakież to szokujące!”